# Nomada mendica
Nomada mendica är en biart som beskrevs av Mitchell 1962. Nomada mendica ingår i släktet gökbin, och familjen långtungebin. Inga underarter finns listade i Catalogue of Life.